# Casa de Arcos
La casa de Arcos es una casa nobiliaria española originaria de la Corona de Castilla, cuyo nombre proviene del ducado de Arcos, título nobiliario hereditario concedido a la casa de Ponce de León, en compensación por la supresión del marquesado de Cádiz. Entre sus señoríos se encontraban Marchena, Mairena del Alcor, Paradas, Chipiona, Rota, Cádiz y la Isla de León (hoy San Fernando), Bornos, Casares (con Manilva), Genalguacil, Jubrique, Arcos de la Frontera, Zahara de la Sierra, Villaluenga del Rosario, Ubrique, Benaocaz, Grazalema, Cardela, Garciago, Archite, las dehesas de Pruna y de Las Algámitas, Los Palacios, Guadajoz, Villagarcía y Bailén. El heredero del duque de Arcos llevaba el título de marqués de Zahara. La capital de los estados ducales estaba en Marchena. El escudo de la casa se compone de las armas de las casas reales de León y Aragón, así como del linaje navarro Vidaurre.
Durante la Baja Edad Media fueron los principales competidores de la casa de Medina Sidonia, en el reino de Sevilla, como queda recogido en la leyenda Maese Pérez el Organista de Gustavo Adolfo Bécquer. Dentro del convento de los Terceros de Sevilla se conservan restos del palacio de los Ponce de Léon en la capital andaluza. Asimismo se conservan el castillo de Luna en Rota y las ruinas del palacio ducal de Marchena, cuya portada principal, llamada la puerta de Marchena, fue trasladada al Real Alcázar de Sevilla y numerosos edificios religiosos construidos en Marchena bajo el patronato ducal. Además en Jerez de la Frontera se levanta un palacio de una de las ramas de este linaje, la de los marqueses del castillo del Valle de Sidueña. Su apellido dio nombre a la isla de León, que fue parte de sus señoríos jurisdiccionales. De esta línea también se conserva el castillo del Valle de Sidueña en el Puerto de Santa María conocido también como castillo de Doña Blanca. Esta rama de los Ponce de León descendía de la casa de la Cerda, primeros condes de Medinacelli y condes del Puerto de Santa María, posteriormente duques de Medinacelli. Otro ejemplo del mecenazgo artístico ejercido por la casa fue la protección del duque de Arcos al músico Cristóbal de Morales. 
A la muerte de la XIII duquesa de Nájera, dicho título recayó en el VII duque de Arcos, que se convirtió así en el XIV duque de Nájera. Su descendencia ostentó el XVI, XVII y XVIII ducado de Nájera, hasta que la muerte de Antonio Ponce de León, XI duque de Arcos, en 1780 extinguió el linaje por línea de primogenitura masculina. La casa de Arcos quedó entonces incorporada a la casa de Benavente en la persona de María Josefa Pimentel y Téllez-Girón, XII duquesa de Benavente, quien desde 1771 estaba casada con Pedro de Alcántara Téllez-Girón y Pacheco, IX duque de Osuna. Por ello, la casa de Arcos se incorporó en la descendencia de ambos a la casa de Osuna.

## Breve historia de la casa Ponce de León
Los miembros del linaje de la familia Ponce de León se desempeñaron como adelantados, conquistadores, administradores, albaceas, consejeros, etc.  El genearca de los Ponce de León fue Pedro Ponce de Cabrera, ricohombre leonés, hijo de Ponce Vela de Cabrera y de su esposa Teresa Rodríguez Girón, esta última, hija de Rodrigo Gutiérrez Girón y de su primera esposa María Rodríguez de Guzmán.  De su matrimonio con  Aldonza Alfonso de León, hija ilegítima del rey Alfonso IX y de Aldonza Martínez de Silva, «...descenderá una de las más importantes familias españolas de la Baja Edad Media, los Ponce de León, tan importantes en la conquista de Andalucía donde recibirán con el tiempo el marquesado de Cádiz y el ducado de Arcos».
Pedro Ponce de León apoyó a Enrique II para vencer a Pedro I. Por esto y por otros méritos fue recompensado con la dignidad de Arcos, título de marqués y merced en Medellín en 1452. Para entonces las peleas entre Ponce de León y la casa de Niebla habían provocado serios disturbios y destrucción en los territorios, por lo que Enrique IV tuvo que intervenir para llamar al orden. Juan, hijo de este Pedro Ponce de León, defendió las puertas de Jerez contra el corregidor. 
En 1492, Isabel I perdonó a Rodrigo Ponce de León después de su desobediencia en los enfrentamientos con la casa de Niebla. En aquel momento era marqués de Cádiz, dignidad que cedió a los reyes a cambio de la dignidad del ducado de Arcos y la merced en el condado de Cáceres. Luis Cristóbal Ponce de León siguió a Felipe II a Flandes y se encargó de la reducción de los moros. Su hijo Rodrigo recibió de Felipe III el collar de Borgoña y la Orden de Tusón.
Desde el siglo XIV Marchena fue concedida con su pueblo como merced regia a la casa Ponce de León y sirvió de solar a la rama andaluza de la familia. Desde allí se crearon conexiones hacia Sevilla, donde muchos de sus miembros tenían negocios y otros tantos fueron enterrados. Pero sería uno de sus miembros, Juan Ponce de León en 1418, el que complicaría la tarea de seguir los pasos de la familia. Juan Ponce de León se casó con la hija de Alvar Pérez Guzmán y tuvo como concubina a la doncella Leonor Núñez; con ambas procreó varios hijos. Al mismo tiempo abusaba de otras doncellas y esclavas moras con las que también procreó. Reconoció a todos sus hijos (alrededor de treinta) y al final de su vida, y aún ya él fallecido, todos vivieron en Marchena bajo la tutela de Catalina González (otra de sus concubinas). Como es de esperarse, las relaciones entre hermanos no siempre fueron cordiales. Algunos lograron matrimonios ventajosos pero otros eligieron una vida más tranquila al casarse con doncellas o artesanos.

Señoríos jurisdiccionales de la casa de Arcos en el reino de Sevilla, en marrón claro.
Señoríos jurisdiccionales de la casa de Arcos en el reino de Granada, en marrón claro.
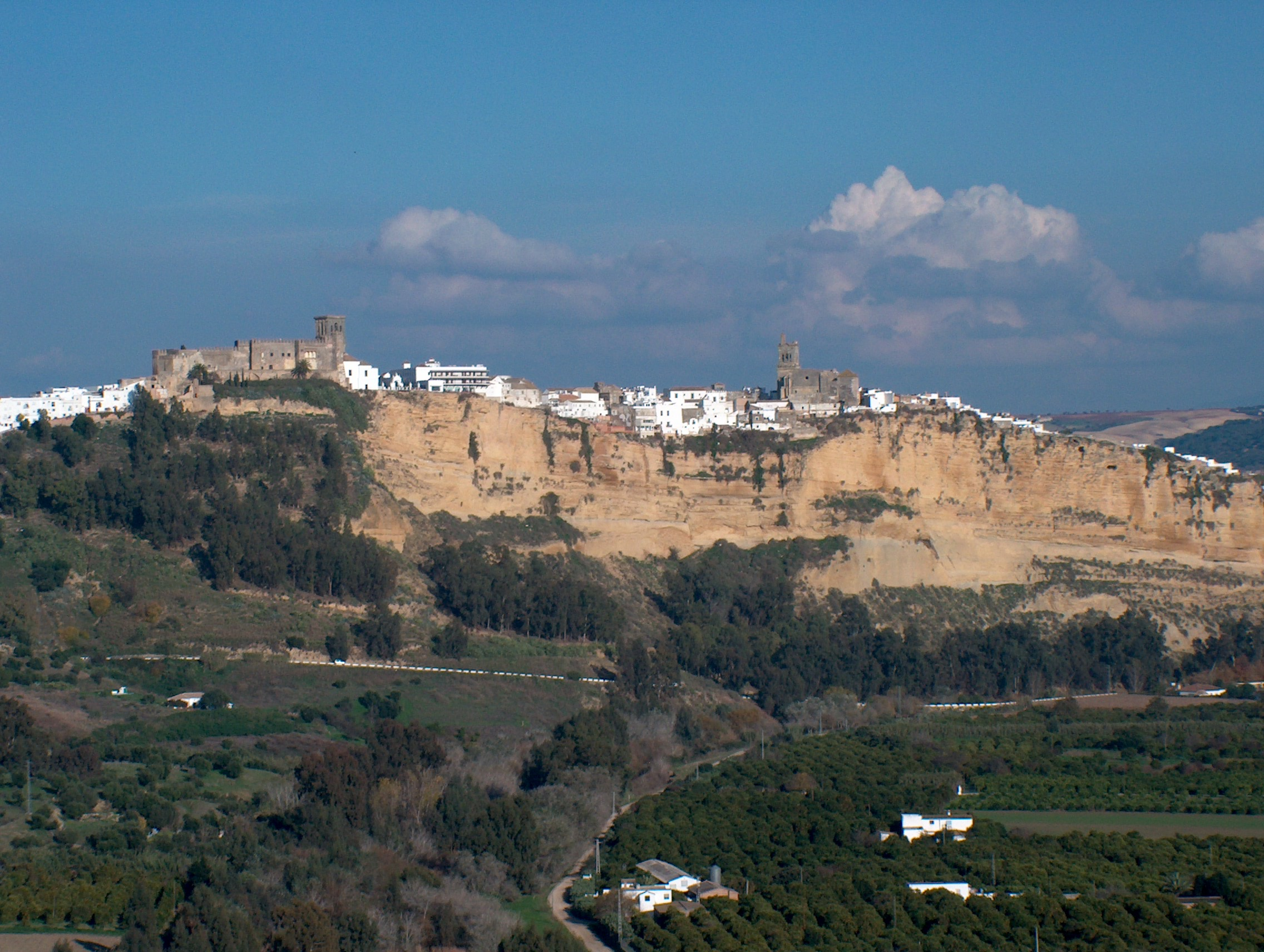
Vista de Arcos de la Frontera, municipio que da nombre a la casa nobiliaria.
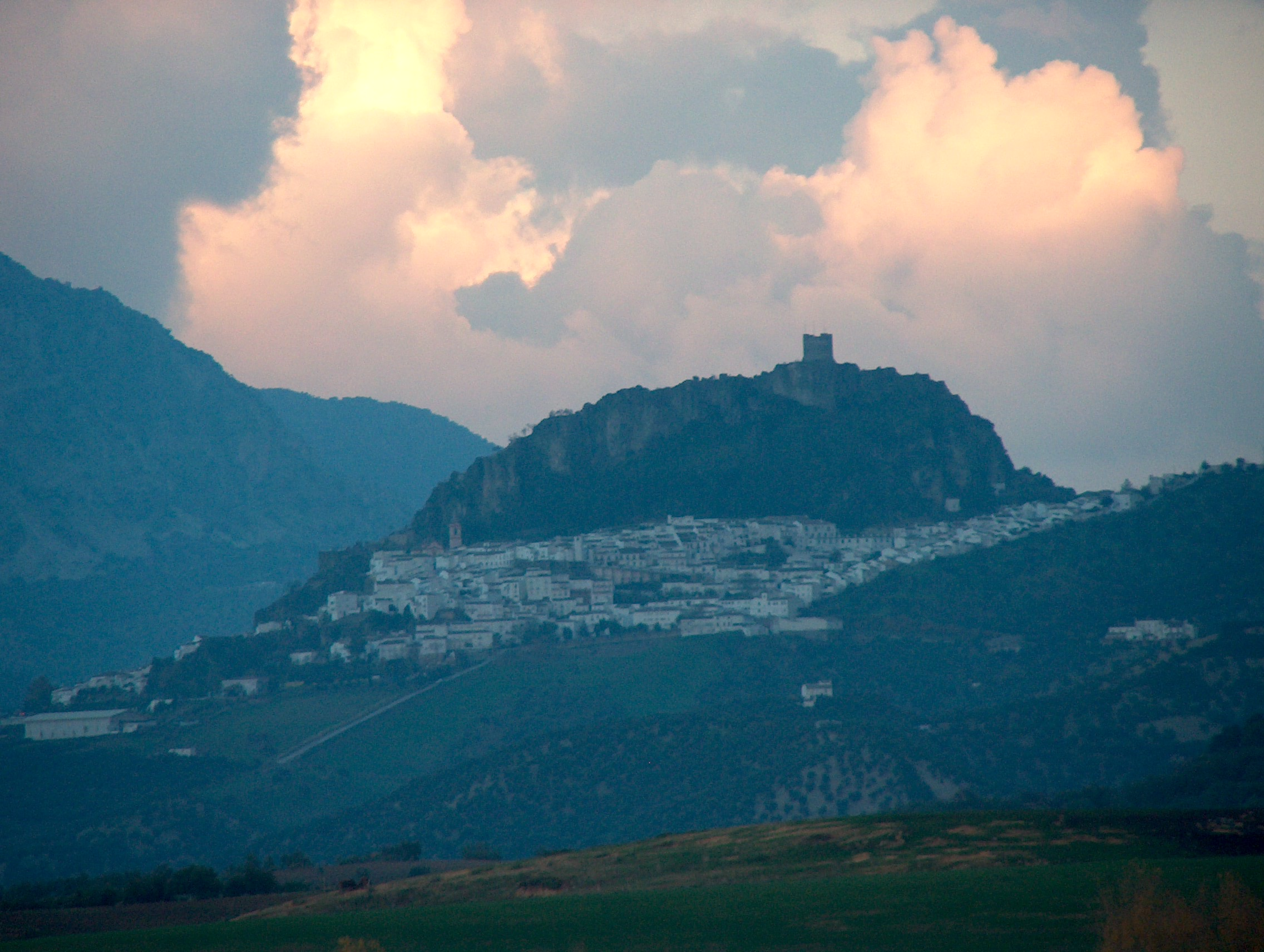
Vista de Zahara, marquesado que ostentaba el heredero de la casa.
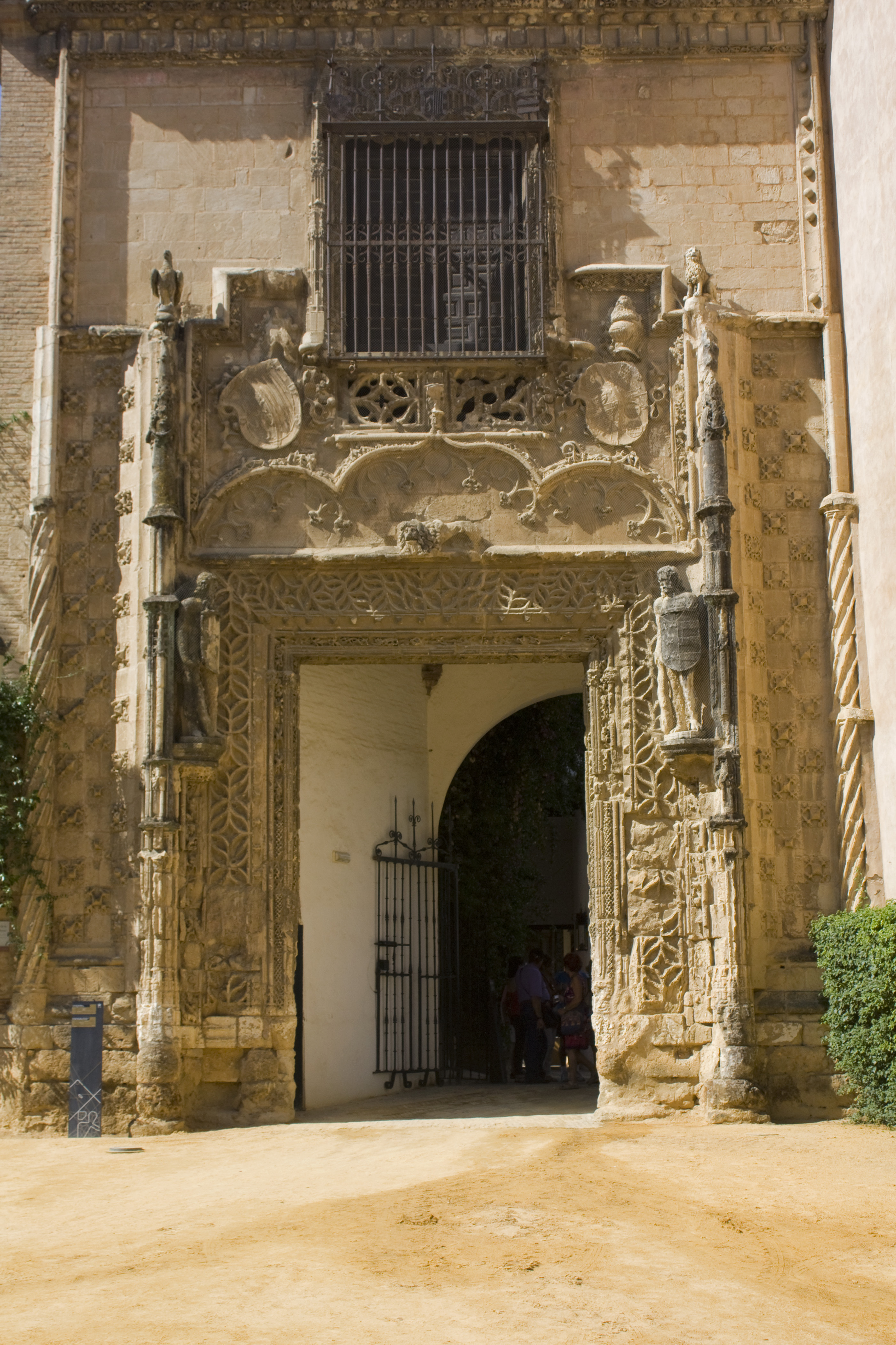
Puerta principal del palacio de los duques de Arcos en Marchena, hoy en el Real Alcázar de Sevilla.
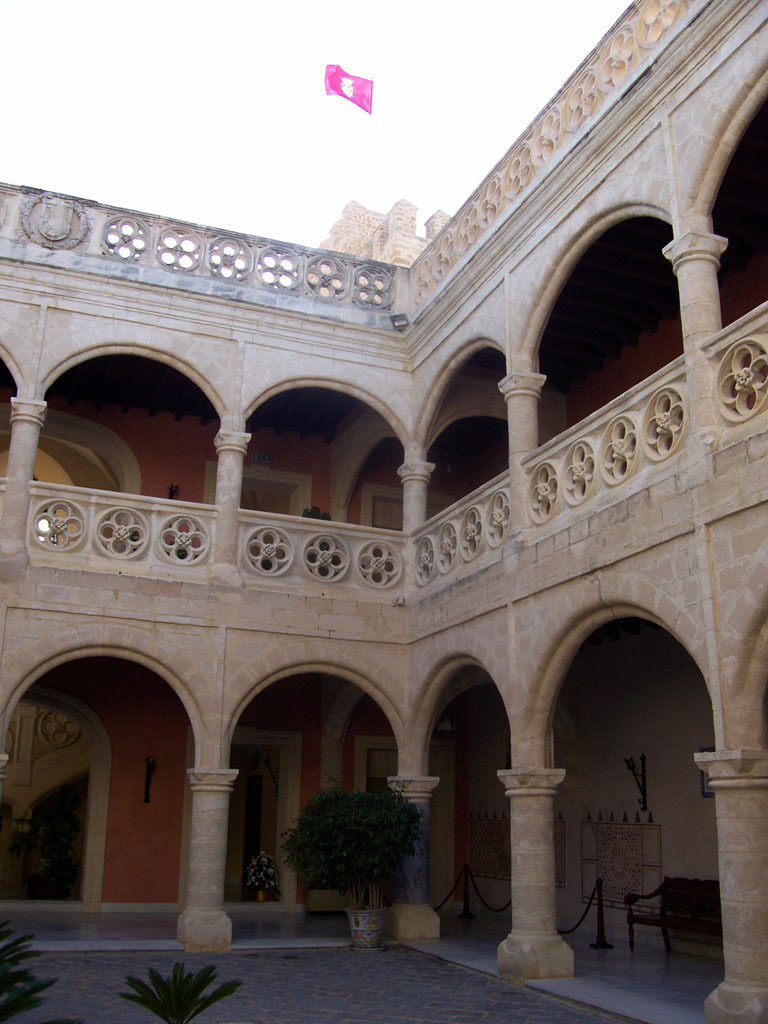
Patio del Castillo de Luna, en Rota.